# Civitacampomarano
Civitacampomarano är en ort och kommun i provinsen Campobasso i regionen Molise i Italien. Kommunen hade 367 invånare (2018).